# Friedrich August Körnicke

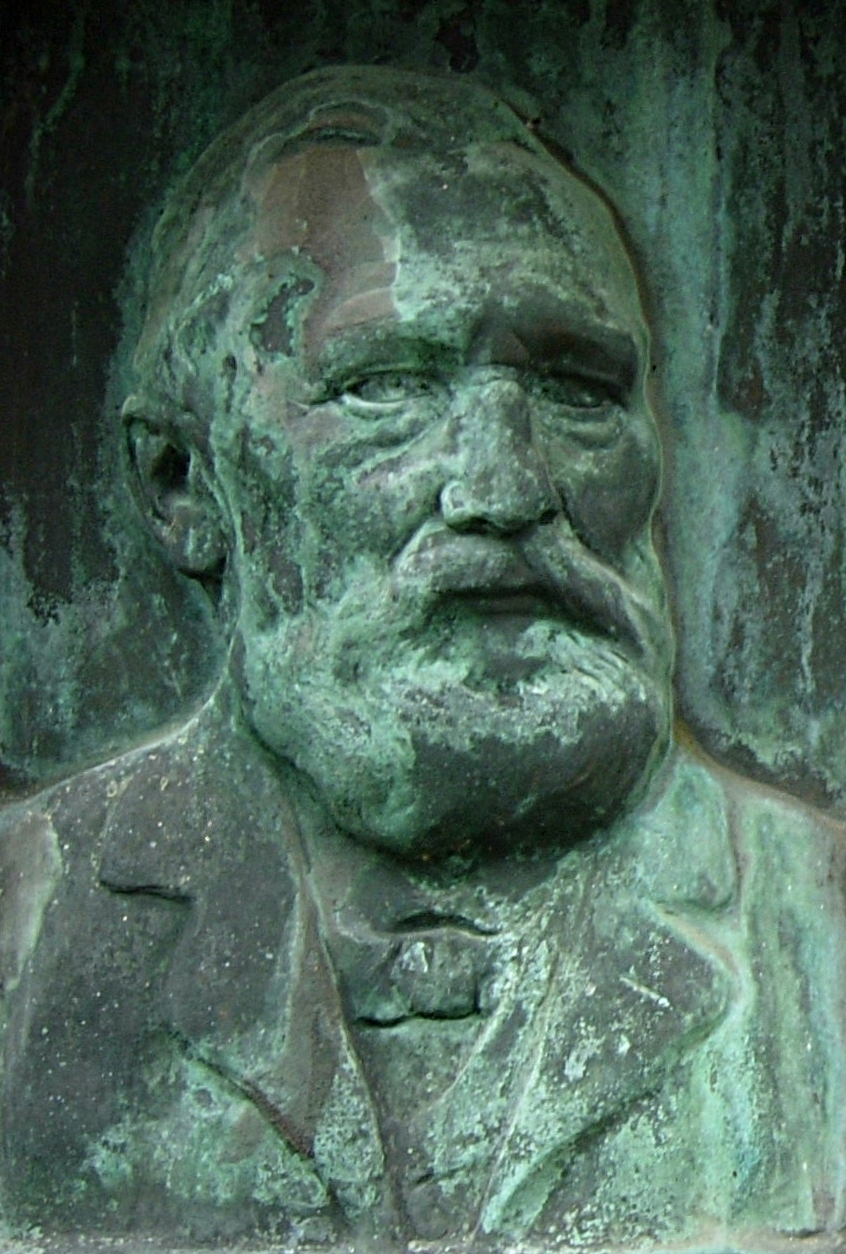
F. A. Körnicke

Friedrich August Körnicke (* 29. Januar 1828 in Pratau bei Wittenberg; † 16. Januar 1908 in Bonn) war ein deutscher Agrikulturbotaniker. Er lehrte einunddreißig Jahre an der Landwirtschaftlichen Akademie Bonn-Poppelsdorf und galt als einer der kompetentesten international anerkannten Experten auf dem Gebiet der Getreidekunde. Sein offizielles botanisches Autorenkürzel lautet „Körn.“

## Leben
Friedrich August Körnicke, Sohn des Kleinbauern Georg Körnicke und seiner Frau Johanna (Schmidt, * 1804), besuchte bis 1847 das Gymnasium in Wittenberg und studierte dann an der Universität Berlin Mathematik, Physik, Chemie, Biologie und Humanphysiologie. Dort wurde er Mitglied der Landsmannschaft Normannia. Aufgrund seiner auf zahlreichen Exkursionen erworbenen Pflanzenkenntnisse und durch den fördernden Zuspruch der in Berlin wirkenden Botaniker Alexander Braun und Johannes von Hanstein fand er den Weg zur wissenschaftlichen Pflanzenkunde. Bereits während seines Studiums war er als Mitarbeiter am Königlichen Herbarium in Schöneberg b. Berlin tätig, mit dessen Kustos Johann Friedrich Klotzsch er 1858 eine Abhandlung über die Vegetation Norddeutschlands veröffentlichte.

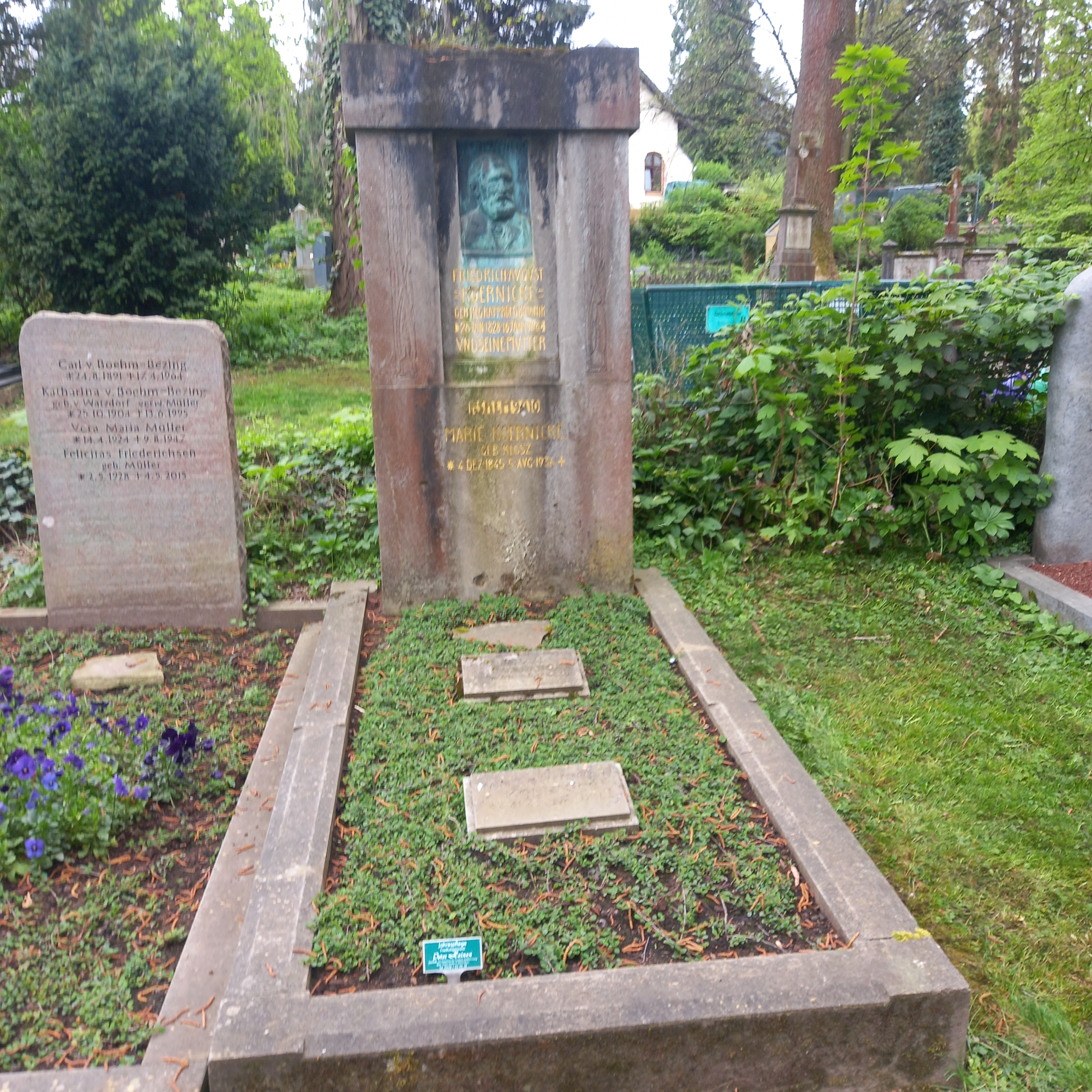
Das Grab von Friedrich August Koernicke und seiner Ehefrau Marie geborene Kloß auf dem Poppelsdorfer Friedhof in Bonn

Nachdem Körnicke 1856 an der Universität Berlin mit einer in lateinischer Sprache abgefassten Dissertation aus dem Gebiet der Botanik zum Dr. phil. promoviert worden war, übernahm er im gleichen Jahr eine Stelle als Konservator am Herbarium des Kaiserlichen Botanischen Gartens in St. Petersburg. 1858 wurde er zweiter Sekretär des russischen Gartenbauvereins zu St. Petersburg. Ab Mai 1858 wirkte er als Lehrer für Naturwissenschaften an der Landwirtschaftlichen Akademie Waldau bei Königsberg (Ostpreußen). Mit anderen Fachkollegen gründete er 1862 in Elbing den „Preußischen Botanischen Verein“, der es sich zur Aufgabe gemacht hatte, die Kenntnis der Pflanzenwelt Ostpreußens und Pommerns zu fördern. Mit der Auflösung der Landwirtschaftlichen Akademie Waldau im Jahre 1867 wurde Körnicke an die Landwirtschaftliche Akademie Bonn-Poppelsdorf „versetzt“. Als Nachfolger des Botanikers Julius Sachs wirkte er hier bis zum Jahre 1898. Im gleichen Jahr wurde er zum Geheimen Regierungsrat ernannt.
Friedrich August Körnicke war mit Marie Kloß verheiratet. Der Ehe entsprangen zwei Töchter und drei Söhne. Sein Sohn Max Koernicke (andere Schreibweise des Familiennamens) wirkte seit 1908 gleichfalls als Botaniker an der Landwirtschaftlichen Akademie Bonn-Poppelsdorf.

## Forschungsleistungen
In Bonn widmete sich Körnicke hauptsächlich dem Studium der landwirtschaftlichen Kulturpflanzen. Zentrale Untersuchungsobjekte waren die Getreidearten, wobei die systematische Erforschung der unterschiedlichen Varietäten ganz im Mittelpunkt stand. Körnicke richtete in Bonn einen ökonomisch-botanischen Versuchsgarten ein, ließ sich Saatgutproben aus allen Teilen der Welt schicken und studierte auf Klein-Parzellen die Pflanzenentwicklung bis zur Reife. Von weittragender Bedeutung für die Kulturpflanzenforschung wurde dabei seine Entdeckung der wildwachsenden Urform des Weizens. Bereits wenige Jahre nach seinem Amtsantritt in Bonn galt er in der internationalen Fachwelt als einer der besten Getreidekenner. In späteren Würdigungen wurde er als „Altmeister der Ceralienkunde“ bezeichnet. Auch „im Ruhestand“ betreute er weiterhin seinen ökonomisch-botanischen Versuchsgarten.
Die wichtigsten Ergebnisse seiner Forschungstätigkeit hat Körnicke in dem gemeinsam mit Hugo Werner 1885 herausgegebenen Handbuch des Getreidebaues zusammengefasst. Dieses Buch mit detaillierten botanischen Beschreibungen der wichtigsten Arten, Varietäten und Sorten der Getreidearten, deren Geschichte, Verbreitung und Befruchtungsbiologie, galt für Jahrzehnte als eines der besten Standardwerke auf dem Gebiet der Kulturpflanzenforschung. Körnicke hat auch andere Kulturpflanzenarten, insbesondere Leguminosen, in ähnlicher Weise eingehend beobachtet und beschrieben. Seine Publikationsliste umfasst über 90 Beiträge. Neben Abhandlungen zur rheinischen Flora veröffentlichte er auch eine Vielzahl von Arbeiten über Pflanzenkrankheiten.

## Publikationen (Auswahl)
- Monographia scripta de Eriocaulaceis. Phil. Diss. Univ. Berlin 1856.
- Die Vegetation des zollvereinten und nördlichen Deutschlands (gemeinsam mit J. F. Klotzsch). In: G. von Viebahn: Statistik des zollvereinten und nördlichen Deutschlands. Verlag G. Reimer Berlin 1858, S. 849–896.
- Systematische Übersicht der Cerealien und monocarpischen Leguminosen in Ähren, Rispen, Früchten und Samen aus dem ökonomisch-botanischen Garten der Königlichen Preußischen Landwirtschaftlichen Academie zu Poppelsdorf bei Bonn, ausgestellt in Wien im Jahre 1873. Bonn 1873 (55 S. u. 1 Tab.).
- Die Saatgerste. Hordeum vulgare L. sensu latiore. In: Zeitschrift für das gesammte Brauwesen Jg. 5, 1882, S. 113–128, 161–172, 177–186, 193–203, 205–208, 305–311, 329–336, 393–413 u. Tafeln V-XIV.
- Zur Geschichte der Gartenbohne. In: Verhandlungen des Naturhistorischen Vereins der preußischen Rheinlande und Westphalens Jg. 42, 1885, S. 3–20.
- Handbuch des Getreidebaues. Verlag von Emil Strauss Bonn 1885. Bd. 1: Die Arten und Varietäten des Getreides, bearbeitet von F. Körnicke. Bd. 2: Die Sorten und der Anbau des Getreides, bearbeitet von Hugo Werner.
- Die Entstehung und das Verhalten neuer Getreidevarietäten, herausgegeben von Max Koernicke. In: Archiv für Biontologie Bd. 2, 1908, S. 389–437.

## Ehrungen
Nach ihm benannt sind die Pflanzengattungen Koernickea Regel aus der Familie der Gesneriengewächse (Gesneriaceae) und Koernickanthe L.Andersson aus der Familie der Pfeilwurzgewächse (Marantaceae).